# Кульчинівська сільська рада
Кульчині́вська сільська́ ра́да — адміністративно-територіальна одиниця та орган місцевого самоврядування у Красилівському районі Хмельницької області. Адміністративний центр — село Кульчини.

## Загальні відомості
- Населення ради: 1 124 особи (станом на 2001 рік)

## Населені пункти
Сільській раді були підпорядковані населені пункти:
- с. Кульчини

## Склад ради
Рада складалася з 16 депутатів та голови.
- Голова ради: Файдевич Надія Костянтинівна
- Секретар ради: Глушенюк Наталія Володимирівна

### Керівний склад попередніх скликань
| Прізвище, ім'я, по батькові  | Основні відомості                                                               | Дата обрання | Дата звільнення |
| ---------------------------- | ------------------------------------------------------------------------------- | ------------ | --------------- |
| Файдевич Надія Костянтинівна | Сільський голова, 1957 року народження, освіта середня спеціальна, позапартійна | 26.03.2006   | 31.10.2010      |
| Файдевич Надія Костянтинівна | Сільський голова, 1957 року народження, освіта середня спеціальна, позапартійна | 31.10.2010   |                 |

Примітка: таблиця складена за даними сайту Верховної Ради України

### Депутати
За результатами місцевих виборів 2010 року депутатами ради стали:

#### За суб'єктами висування
| Суб'єкт висування | Кількість обраних депутатів | %    |
| ----------------- | --------------------------- | ---- |
| Народна партія    | 7                           | 43,8 |
| Партія регіонів   | 5                           | 31,3 |
| Самовисування     | 4                           | 25   |

#### За округами
| № округу        | Прізвище, ім'я, по батькові     | Дата визнання обраним | Освіта             | Партійна приналежність                        | Відомості про обраного депутата                                    |
| --------------- | ------------------------------- | --------------------- | ------------------ | --------------------------------------------- | ------------------------------------------------------------------ |
| Народна Партія  |                                 |                       |                    |                                               |                                                                    |
| 2               | Теслик Зінаїда Анатоліївна      | 01.11.2010            | середня спеціальна | член Народної партії                          | Кульчинівська загальноосвітня школа І-ІІІ ст., вчитель             |
| 5               | Глушенюк Наталія Володимирівна  | 01.11.2010            | середня спеціальна | член Народної партії                          | Кульчинівська сільська рада, секре тар                             |
| 6               | Яблонський Олександр Леонідович | 01.11.2010            | середня            | член Народної партії                          | СПП «Фарна», водій                                                 |
| 7               | Вишняк Юрій Олексійович         | 01.11.2010            | середня спеціальна | член Народної партії                          | Фельдшерсько-акушерський пункт, завідувач ФАП                      |
| 14              | Садовський Микола Васильович    | 01.11.2010            | середня            | член Народної партії                          | пенсіонер                                                          |
| 15              | Охота Любов Анатоліївна         | 01.11.2010            | середня            | член Народної партії                          | тимчасово не працює                                                |
| 16              | Мазур Олена Андріївна           | 01.11.2010            | вища               | член Народної партії                          | Кульчинівська загальноосвітня школа І-ІІІ ст., вчитель             |
| Партія регіонів |                                 |                       |                    |                                               |                                                                    |
| 3               | Янкович Людмила Вікторівна      | 01.11.2010            | вища               | член Партії регіонів                          | Кульчинівська сільська рада, бухгалтер                             |
| 10              | Омельчук Петро Борисович        | 01.11.2010            | середня            | позапартійний                                 | тимчасово не працює                                                |
| 11              | Любарець Олена Степанівна       | 01.11.2010            | вища               | позапартійна                                  | Кульчинівська загальноосвітня школа І-ІІІ ст., директор школи      |
| 12              | Поліщук Анатолій Михайлович     | 01.11.2010            | середня            | позапартійний                                 | П\П Корчинський, тракторист                                        |
| 13              | Тимощук Віталій Вікторович      | 01.11.2010            | середня спеціальна | член Партії регіонів                          | тимчасово не працює                                                |
| Самовисування   |                                 |                       |                    |                                               |                                                                    |
| 1               | Корчинська Лариса Вікторівна    | 01.11.2010            | вища               | член Всеукраїнського об'єднання «Батьківщина» | ФГ «Меркурій Агро», бухгалтер                                      |
| 4               | Теслик Світлана Вікторівна      | 01.11.2010            | середня спеціальна | член Єдиного Центру                           | приватний підприємець, продавець                                   |
| 8               | Корчинський Максим Анатолійович | 01.11.2010            | вища               | позапартійний                                 | ФГ «Меркурій Агро», енергетик                                      |
| 9               | Антонюк Надія Олександрівна     | 01.11.2010            | вища               | позапартійна                                  | Кульчинківська загальноосвітня школа І-ІІ ст., педагог організатор |